# 医王寺 (加須市北篠崎)
医王寺（いおうじ）は、埼玉県加須市にある真言宗智山派の寺院。

## 歴史
慶長年間（1596年 - 1615年）に開山された。文禄年間（1592年 - 1596年）より開拓が行われ、集落が形成され始めた。そのため、元々あった薬師堂を村民の菩提寺として寺にしたのが当寺の由来である。そして1662年（寛文2年）寂の栄安により中興された。栄安以降の住職の記録が残されている。
1985年（昭和60年）に本堂が新築された。その後も寺容が整備しつつある。当寺の起源となっている薬師堂に安置されていた薬師三尊は、当寺創建後も長らく護持されていたが、2000年（平成12年）に盗難に遭い、現存していない。

## 交通アクセス
- 路線バス豊野コミュニティセンター停留所より徒歩33分。